# Дискуссия о целесообразности атомных бомбардировок Хиросимы и Нагасаки
Дискуссия о целесообразности атомных бомбардировок Хиросимы и Нагасаки посвящена американским атомным бомбардировкам Хиросимы и Нагасаки 6 и 9 августа 1945 года, на завершающем этапе Второй мировой войны. Роль бомбардировок в капитуляции Японии и их этическая обоснованность до сих пор остаются предметом научной и общественной дискуссии. В 2005 году в обзоре историографии, посвящённой этому вопросу, американский историк Сэмюель Уокер написал, что «споры о целесообразности бомбардировок определённо будут продолжаться». Уокер также отметил, что «фундаментальный вопрос, по которому вот уже более 40 лет продолжаются споры, были ли атомные бомбардировки необходимы для достижения победы в войне на Тихом океане на условиях, приемлемых для США».
Сторонники бомбардировок обычно утверждают, что они вызвали капитуляцию Японии, предотвратили массовые потери с обеих сторон при вторжении в Японию: высадка на Кюсю планировалась в октябре 1945 года, на Хонсю — пятью месяцами позже. Противники бомбардировок утверждают, что они были просто дополнением к уже идущим ожесточённым обычным бомбардировкам и, таким образом, в них не было военной необходимости, что они, в отличие от других методов ведения боевых действий, были аморальны по своей сути и являлись военным преступлением или были формой государственного терроризма.
6 августа 2015 года, в годовщину бомбардировок, внук президента Трумэна — Клифтон Трумэн Дэниел — заявил: «Дед до конца жизни считал, что решение сбросить бомбу на Хиросиму и Нагасаки было верным, и США никогда не попросят прощения за это».

## Аргументы «за»

### Предпочтительнее вторжения
Один из аргументов в пользу целесообразности бомбардировок состоит в том, что они помогли предотвратить масштабные потери с обеих сторон во время запланированной операции вторжения в Японию.
Правительство США ожидало значительный уровень потерь среди своих солдат во время запланированного вторжения в Японию, хотя оценки ожидаемых потерь варьируют в широком диапазоне.
- В исследовании, выполненном ОКНШ в апреле 1945 года, использовались цифры в 7,45 потери/1000 человеко-дней и 1,78 погибшего/1000 человеко-дней. Исходя из этого, общие потери США в двух планировавшихся высадках на японские острова оценивались в 1,6 миллиона человек, включая 370 000 погибших[9]. Ожидавшиеся потери среди японских вооружённых сил и гражданского населения были на уровне нескольких миллионов человек[10].
- 15 июня в докладной записке, подготовленной для ОКНШ, потери США при вторжении на Кюсю и Хонсю оценивались в 193,5 тысячи человек, включая 40 тысяч погибших.
- 18 июня, на встрече ОКНШ в белом доме, Президент США Гарри Трумэн одобрил план вторжения на Кюсю (операция «Олимпик»). При обсуждении ожидавшегося уровня потерь во время этой операции начальник штаба армии США Джордж Маршалл оценил их от 63 до 190 тысяч военнослужащих[11].
- Президент США Гарри Трумэн после войны заявил, что ему докладывали об ожидавшихся потерях в диапазоне от 250 тысяч до одного миллиона человек[12].

В преддверии вторжения в Японию в США было изготовлено около 500 000 медалей «Пурпурное сердце», которые вручаются всем американским военнослужащим, погибшим или получившим ранения в результате действий противника.
По нижней планке, ожидавшееся число потерь рядом источников оценивалось в диапазоне от 30 до 50 тысяч человек.

### Быстрое завершение войны сберегло много жизней
Ещё одним аргументом в пользу целесообразности бомбардировок является то, что даже простое ожидание капитуляции Японии было связано с гибелью людей. В Китае, в зависимости от того, какую оценку брать для общего числа китайских потерь, в каждом из 97 месяцев войны, то есть между июлем 1937 года и августом 1945 года, погибало от 100 до 200 тысяч человек, в подавляющем большинстве — гражданского населения. Для остальных стран Азии (в зоне японской оккупации) среднее число погибших исчислялось, вероятно, десятками тысяч, однако эта цифра была почти наверняка больше в 1945 году, в частности, в связи с массовой гибелью людей во время голода во Вьетнаме. Таким образом, каждый месяц продолжения войны в 1945 году привёл бы к гибели «более 250 тысяч человек, большей частью азиатов, но частично и европейцев».
Конец войны также освободил миллионы людей, занятых на принудительных работах. Только в Голландской Ост-Индии была осуществлена «принудительная мобилизация четырёх миллионов — а по некоторым оценкам, - и 10 миллионов — ромуся (рабочих для ручного труда)… Около 270 тысяч ромуся были отправлены на острова в Тихом океане и другие оккупированные Японией территории в Юго-Восточной Азии, где они совместно с другими азиатами участвовали в строительных работах. В конце войны только 52 тысячи человек вернулись обратно на Яву».
Только бомбардировка Токио 10 марта 1945 года привела к гибели свыше 100 тысяч человек, но не привела ни к каким разговорам о перемирии. Атомная бомбардировка привела к капитуляции через несколько дней. В преддверии вторжения в Японию интенсивность обычных бомбардировок сохранилась бы на том же уровне или была бы увеличена. Действия подводных лодок, вместе с минированием прибрежных вод Японии, предпринятым ВВС США в рамках операции «Голод», фактически отрезали Японию от импорта. Вскоре должна была начаться сопутствующая операция против японских железных дорог, что привело бы к перекрытию поставок продовольствия в города на юге острова Хонсю из других частей Японии. «Непосредственно после поражения, по некоторым оценкам, до 10 миллионов человек могли умереть от голода», — отмечал японский историк Дайкичи Ирокава. В то же время бои шли на Филиппинах, в Новой Гвинее и на Борнео, а на сентябрь были намечены военные операции в южном Китае и британской Малайе. Советская операция в Маньчжурии, за неделю перед капитуляцией, привела к гибели свыше 80 тысяч человек.
Филиппинский судья Дельфин Харанилья, участник Токийского процесса, написал в своём заключении:
Если верно, что цель оправдывает средства, использование атомной бомбы было оправдано, так как оно поставило Японию на колени и завершило ужасную войну. Если бы война продолжилась и атомная бомба не была бы сброшена, сколько ещё тысяч и тысяч беспомощных мужчин, женщин и детей погибло бы…?

### Часть «тотальной войны»
Ещё одним аргументом в пользу целесообразности бомбардировок была проводимая японским правительством политика «тотальной войны». Принятие в Японии в марте 1938 года Закона о национальной мобилизации привело к мобилизации большого количества гражданских лиц (включая женщин и детей) для работы на заводах, в военных учреждениях, и для оказания сопротивления силам вторжения. Отец Джон Симес (John A. Siemes), профессор современной философии в Токийском Католическом Университете, бывший свидетелем атомной бомбардировки Хиросимы, писал:
Мы обсуждали между собой этические аспекты применения бомбы. Некоторые относили её к той же категории, что и отравляющие газы, и были против её применения против гражданского населения. Другие придерживались взгляда, что в тотальной войне, проводимой Японией, разница между гражданскими лицами и солдатами отсутствовала, и что бомба была эффективной силой, способной прекратить кровопролитие, подтолкнуть Японию к капитуляции и таким образом избежать тотального разрушения. Мне лично кажется логичным, что тот, кто поддерживает тотальную войну, не может возражать против ведения войны против гражданских лиц.
Сторонники бомбардировок также указывают на стратегическую важность городов, подвергшихся бомбардировке. Хиросима была штаб-квартирой 5-й дивизии и 2-й армии, отвечавшей за оборону южной Японии, и в городе находилось 40 000 человек военного персонала. Хиросима была также коммуникационным центром, точкой сбора войск, складирования военных материалов, и в ней находилось несколько военных заводов. Город Нагасаки был важной целью в связи с наличием большого количества промышленных предприятий, включая производство артиллерийских орудий, кораблей, военного оборудования и материалов.
В статье, опубликованной в журнале «Международный обзор общества Красного Креста», указано, что, если говорить о стратегии бомбардировки городов, например бомбардировке Лондона в 1940—1941 годах, «при рассмотрении этих событий в свете международных гуманитарных законов, надо учитывать, что во время Второй мировой войны не было закона, соглашения или конвенции или любого другого инструмента, посвящённого защите гражданского населения или его собственности». Бомбардировка Лондона в 1940—1941 годах не входила в число обвинений, выдвинутых против Германа Геринга, возглавлявшего люфтваффе, во время Трибунала в Нюрнберге.
30 июня 2007 года министр обороны Японии Фумио Кюма заявил, что атомные бомбардировки Японии во время Второй мировой войны были неизбежны в связи со стремлением США завершить войну. Кюма, сам уроженец Нагасаки, отметил: «Сейчас я внутренне согласился, что для того, чтобы завершить войну, атомная бомбардировка Нагасаки была неизбежна, а с ней и трагедия бесчисленного количества людей». В связи с общественным возмущением, вызванным его комментарием, Кюма подал в отставку 3 июля 2007 года. Однако высказывание Кюма почти дословно совпадало с высказыванием императора Хирохито в его первой пресс-конференции, данной в Токио в 1975 году. Во время этой пресс-конференции в ответ на вопрос, что он думает о бомбардировке Хиросимы, Хирохито ответил: «Это крайне печально, что атомные бомбы были сброшены, и я сочувствую жителям Хиросимы, но это было неизбежно, поскольку шла война».
В начале июля, по дороге в Потсдам, Трумэн рассматривал плюсы и минусы решения сбросить атомную бомбу. В итоге Трумэн пришёл к решению о необходимости атомных бомбардировок Японии. С его слов, основным мотивом в решении о бомбардировках было стремление быстрого окончания войны путём нанесения значительных разрушений и создания такой угрозы дальнейших разрушений, которая будет достаточной причиной для капитуляции Японии.
В своём обращении к жителям Японии, объясняя причины для капитуляции, император конкретно сослался на атомные бомбы, заявив, что если Япония будет продолжать сопротивление, результатом этого будет «…коллапс и уничтожение японской нации…». В его Рескрипте солдатам и морякам, выпущенном 17 августа, он, однако, отметил эффект советского вторжения в Маньчжурию, никак не упомянув атомные бомбардировки.

### Руководство Японии отказывалось капитулировать
Некоторые историки рассматривают японские военные традиции как основную причину, по которой японские вооружённые силы не принимали идею капитуляции.
Политиков, пытавшихся ограничить власть военных, систематически убивали, включая Такахаси Корекиё, Сайто Макото и Цуёси Инукаи. Это создало атмосферу, в которой оппозиция продолжению военных действий была весьма рискованным занятием.
Согласно мнению американского историка Ричарда Франка,
Все без исключения перехваты сообщений японской армии и флота показали, что японские вооруженные силы стремились дать решающую битву силам вторжения на своей земле. Японцы называли эту стратегию «Кэцуго». Она была основана на предположении, что готовность США к продолжению войны была хрупкой и могла быть поколеблена тяжелыми потерями при вторжении, после чего американские политики будут готовы на более благоприятные для Японии условия мира, чем просто безоговорочная капитуляция.
Такая точка зрения подкрепляется также официальной историей Манхэттенского проекта с сайта Министерства энергетики США, согласно которой военное руководство Японии
…. также надеялось, что если они смогут продержаться до начала вторжения на Японские острова, они смогут причинить настолько большие потери войскам вторжения, что Япония сможет в итоге добиться мира на условиях, отличных от безоговорочной капитуляции.
В то время как некоторые лица из гражданского руководства действительно использовали дипломатические каналы для попыток мирных переговоров, у них не было полномочий договариваться о капитуляции или даже прекращении огня. Япония могла начать мирные переговоры только при условии единогласного одобрения со стороны Высшего военного совета. По состоянию на лето 1945 года, представители армии, флота и гражданского руководства, входившие в его состав, не могли договориться и прийти к консенсусу о том, на каких условиях вести мирные переговоры.
Вследствие растущего расхождения взглядов между военными и гражданскими руководителями в правительстве Японии возникла тупиковая ситуация. Военные все больше и больше склонялись к продолжению сопротивления любой ценой, в то время как гражданское руководство искало способ прекратить войну. Дополнительным усложняющим фактором было то, что правительство не могло существовать без представителей армии, и на практике это означало, что военные могли наложить вето на любое решение правительства, отправив своего министра в отставку, что делало этот пост наиболее влиятельным в Высшем Военном Совете Японии. В начале августа 1945 года Совет был поровну разделен между сторонниками капитуляции на одном условии — «голубей»: сохранении императорской власти, — и теми кто настаивал на трех дополнительных условиях — «ястребов»: разоружение и демобилизация
под японским контролем, отсутствие оккупационных войск в Японии, Корее и на Тайване и делегирование японскому правительству наказания военных преступников. Лагерь «голубей» включал премьер-министра Кантаро Судзуки, морского министра Мицумаса Ёнаи и возглавлялся министром иностранных дел Сигэнори Того. Лагерь «ястребов» включал генералов Корэтика Анами и Ёсидзиро Умэдзу и адмирала Соэму Тоёда и возглавлялся Анами.
Примером безоговорочной капитуляции для Японии был акт капитуляции Германии. 26 июля, во время встречи глав США, Великобритании и Китая в Потсдаме ими была выпущена Потсдамская декларация, в которой были указаны условия капитуляции для Японии. Декларация указывала что «альтернативой для Японии будет быстрое и полное разрушение». Декларация была отвергнута японским правительством. Император, ожидавший ответа СССР на дипломатические ходы сторонников мира в Японии, не предпринял ничего для изменения позиции правительства.
Иногда встречаются утверждения, что Япония капитулировала бы, если бы получила гарантии сохранения императорской власти. Однако японские дипломатические сообщения о возможном советском посредничестве, перехваченные с помощью системы «Magic», были интерпретированы некоторыми историками как означающие, что «доминирующие военные круги настаивали на сохранении в Японии старого милитаристского порядка, того порядка, в котором они занимали ведущие роли». Эти круги, в случае капитуляции Японии, также должны были считаться с возможностью получения смертного приговора во время суда над японскими военными преступниками.
По мнению профессора истории Роберта Мэддокса, «даже после того как обе бомбы были сброшены и СССР вступил в войну, японские военные настаивали на столь благоприятных для Японии условиях мира, что умеренные в правительстве не видели смысла передавать их правительству США. В течение нескольких последующих дней Хирохито дважды пришлось лично вмешаться с тем, чтобы военные отказались от своих условий». «Предположить, что они признали бы поражение несколькими месяцами ранее, до того как оба этих события произошли, является большой натяжкой».
Другой аргумент был выдвинут японским историком Цуёси Хасэгава. Согласно его мнению, именно объявление войны СССР в интервал между двумя бомбардировками вызвало капитуляцию. После войны адмирал Соэму Тоёда сказал: «Думаю, участие СССР в войне против Японии, а не атомные бомбардировки, сделало больше для ускорения капитуляции». Премьер-министр Судзуки также заявил что вступление СССР в войну сделало «продолжение войны невозможным».
Фракция «одного условия», возглавляемая Того, использовала бомбардировки как решающее обоснование для капитуляции. Коити Кидо, один из ближайших советников императора Хирохито, отметил: «Нам, составлявшим мирную партию в правительстве, атомная бомба помогла в нашем стремлении окончить войну». Хисацунэ Сакомицу, руководитель секретариата правительства Японии в 1945 году, назвал бомбардировки «золотой возможностью, посланной Японии небесами, для прекращения войны».

## Аргументы «против»

### Фундаментальная аморальность
8 августа 1945 года французский писатель Альбер Камю в статье, посвящённой бомбардировке Хиросимы, написал:
Механизированная цивилизация только что достигла конечной стадии варварства. В недалёком будущем нам придётся выбирать между массовым самоубийством и разумным использованием научных достижений[…] Это не должно быть просто молитвой; это должно стать приказом, который придёт снизу вверх, от рядовых граждан к правительствам, приказом сделать твёрдый выбор между адом и разумом.
В 1946 году был выпущен отчёт Национального совета церквей, озаглавленный Атомное оружие и христианство, в котором, в частности, было сказано:
Как американские христиане, мы глубоко раскаиваемся за безответственное использование атомного оружия. Мы все согласны с мыслью, что, каким бы ни было наше мнение о войне в целом, внезапные бомбардировки Хиросимы и Нагасаки морально незащитимы.

### Бомбардировки как военные преступления
Ряд известных личностей и организаций критиковал бомбардировки, причём многие характеризовали их как военные преступления, преступления против человечности и/или государственный терроризм. Двумя ранними критиками бомбардировок были ученые-физики Альберт Эйнштейн и Лео Силард, которые инициировали начало атомных исследований в США, написав в 1939 году письмо Президенту США Рузвельту. Силард, который принял активное участие в Манхэттенском проекте, впоследствии сказал в интервью:
Я противостоял этому всеми силами, но, боюсь, не столь эффективно, как мне бы хотелось.
…

Позвольте мне сказать о моральной стороне вопроса следующее: предположим, Германия успела создать две бомбы до того, как мы создали хотя бы одну. И предположим, Германия сбросила одну бомбу, скажем, на Рочестер и другую — на Буффало, и затем, не имея больше бомб, проиграла войну. Разве есть у кого-нибудь сомнения, что мы в этом случае определили бы сброс атомных бомб на города как военное преступление и что в Нюрнберге мы приговорили бы ответственных за него немцев к смерти и повесили бы их?
Ряд учёных, работавших над созданием атомной бомбы, был против её использования. В мае 1945 года семь учёных во главе с Джеймсом Франком, направили письмо в комитет по атомной бомбе министерства обороны США, в котором было отмечено:
Если Соединённые Штаты первыми используют это новое средство массового разрушения на человечестве, это будет стоить США общественной поддержки в мире, вызовет гонку вооружений и подорвёт шансы на заключение международного соглашения о контроле за такими вооружениями в будущем.
Согласно мнению американского историка Марка Селдена, возможно, наиболее жёсткая современная критика моральной позиции США в атомных бомбардировках была озвучена индийским судьёй Радхабинутом Палом. Напомнив данное кайзером Германии Вильгельмом II обоснование его обязанности скорейшим образом закончить Первую мировую войну — «всё должно быть отдано огню и мечу; мужчины, женщины и дети должны быть убиты, и ни одно дерево или дом не должен остаться не разрушенным», Пал заметил:
Эта политика массовых убийств, проводимая с целью скорейшего завершения войны, рассматривалась как преступление. Во время войны на Тихом океане, которую мы здесь рассматриваем, если и есть что-то, приближающееся к рассматриваемому выше письму императора Германии, то это решение союзников использовать атомную бомбу.
Селден упомянул также официальный протест японского правительства от 11 августа 1945 года, в котором указывалось:
Военные и гражданские лица, мужчины и женщины, старики и молодёжь, были убиты без всякого разбора атмосферным давлением и тепловым излучением взрыва… Указанные бомбы, использованные американцами, по своей жестокости и ужасающим эффектам намного превосходят отравляющие газы или любое другое вооружение, использование которых запрещено. Япония протестует против попрания США международно признанных принципов ведения войны, нарушенных как при использовании атомной бомбы, так и при ранее применявшихся зажигательных бомбардировках, которые убивали стариков, женщин и детей, разрушали и сжигали синтоистские и буддийские храмы, школы, госпитали, жилые кварталы и т. д. Сейчас они использовали эту новую бомбу, имеющую намного больший разрушительный эффект, чем любое другое оружие, использованное доселе. Это является новым преступлением против человечности и цивилизации.
Селден заключил, что, несмотря на совершённые Японской империей военные преступления, «японский протест верно указал на нарушение США международно признанных принципов ведения войны в части массовых убийств населения».
В 1963 году бомбардировки стали предметом судебного разбирательства в деле
Рюити Симода против правительства Японии. Токийский суд отказался рассматривать легальность использования ядерного оружия, однако отметил, что «бомбардировки Хиросимы и Нагасаки причинили настолько крайние и массовые страдания, что они действительно нарушили основные узаконенные принципы ведения войны».
По мнению суда, сбрасывание атомной бомбы на города регулировалось положениями Гаагской конвенции 1907 года «О законах и обычаях сухопутной войны» и проектом правил ведения воздушной войны от 1922—1923 гг. и было, таким образом, незаконным.
7 ноября 1995 года мэр Хиросимы Такаси Хираока в своём выступлении перед Международным судом ООН в Гааге по вопросу о легальности угрозы применения ядерного оружия заявил:
Использование ядерного оружия, приводящее к массовому убийству населения и страданиям выживших в течение десятилетий после бомбардировки, нарушает международное законодательство.
Иттё Ито, мэр Нагасаки, заявил во время этих слушаний:
Потомки переживших атомную бомбардировку должны наблюдаться в течение нескольких поколений, чтобы выяснить генетическое влияние этого события. Это означает, что потомки будут жить в тревоге в течение десятилетий.

### Отсутствие военной необходимости
Согласно Исследованию эффективности стратегических бомбардировок, выпущенному в 1946 году правительством США, атомные бомбы не были необходимы для победы в войне. После исследования многочисленных документов, и интервью с сотнями японских военных и гражданских официальных лиц, был сделан следующий вывод:
Основываясь на детальном исследовании всех фактов и после интервью с выжившими японскими официальными лицами, по мнению настоящего Исследования, определённо до 31 декабря 1945 года, а скорее всего и до 1 ноября 1945 года, Япония капитулировала бы, даже если бы атомные бомбы не были сброшены и СССР не вступил бы в войну, и даже если бы вторжение на Японские острова не планировалось и не подготавливалось.
Этот вывод предполагал, что обычные зажигательные бомбардировки продолжались бы, с использованием все большего количества бомбардировщиков B-29 и с большим уровнем разрушений японских городов и жертв среди населения. Одним из наиболее важных источников Исследования был принц Коноэ, который в ответ на вопрос о том, капитулировала ли бы Япония, если бы атомные бомбы не были сброшены, ответил, что сопротивление продолжалось бы до ноября-декабря 1945 года.
Однако такие историки, как Бернштейн, Хасэгава и Ньюман, подвергли Исследование критике за то, что его вывод, по их мнению, не подкреплялся имеющимися свидетельствами и был сделан для укрепления престижа ВВС США за счёт престижа армии и флота.
Дуайт Эйзенхауэр написал в своих мемуарах:
В 1945 году военный министр Стимсон во время посещения моей штаб-квартиры в Германии проинформировал меня, что наше правительство готовилось сбросить атомную бомбу на Японию. Я был один из тех, кто считал, что есть целый ряд убедительных причин поставить под сомнение мудрость такого решения. Во время его описания… меня охватила депрессия, и я озвучил ему мои глубокие сомнения, во-первых, основывающиеся на моей вере в то, что Япония была уже разбита и что атомная бомбардировка была совершенно излишней, и во-вторых, потому что я считал, что наша страна должна избегать шокировать мировое мнение использованием оружия, применение которого, на мой взгляд, более не было обязательным как средство сберечь жизни американских солдат.
Другие американские высшие офицеры, не согласившиеся с необходимостью атомных бомбардировок, включали генерала Дугласа Макартура, адмирала Уильяма Леги, бригадного генерала Картера Кларка (офицер военной разведки, занимавшийся подготовкой перехваченных японских сообщений для официальных лиц в правительстве США),
и адмирала Честера Нимица, командовавшего Тихоокеанским флотом США.

Японцы уже, фактически, запросили мира. Атомная бомба не сыграла решающей роли, с чисто военной точки зрения, в поражении Японии.— Адмирал Ч. Нимиц.

Применение атомных бомб в Хиросиме и Нагасаки не оказало существенного влияния на ход войны против Японии. Японцы уже потерпели поражение и были готовы к капитуляции благодаря эффективной морской блокаде и успешным конвенциональным бомбардировкам… Убийственные возможности атомного оружия в будущем выглядят устрашающими. Мои ощущения были, что став первыми, кто использовал его, мы приняли этические стандарты средневековых варваров. Меня не учили вести войны в такой манере, и войны не могут быть выиграны уничтожением женщин и детей.— Адмирал Уильям Леги

#### Японская программа разработки ядерного оружия недостаточно развита
После войны появились заявления о том, что японская программа разработки атомного оружия была почти завершена, что рассматривалось как дополнительный фактор в пользу целесообразности бомбардировок. Эти утверждения были опровергнуты историками, которые обнаружили, что японская ядерная программа была в сравнительно ранней стадии, даже по сравнению с немецким ядерным проектом.

### Бомбардировка Нагасаки была излишней
Вторая атомная бомбардировка, Нагасаки, произошла всего через три дня после бомбардировки Хиросимы, когда эффект первой бомбардировки всё ещё осмысливался японцами. Недостаток времени между бомбардировками привел к тому, что некоторые историки называли вторую бомбардировку «определённо ненужной», «неуместной в лучшем случае, и геноцидом — в худшем», и не jus in bello (неоправданной).

В ответ на такие заявления профессор истории Пенсильванского университета Роберт Мэддокс отметил: 
Некоторые историки указывают, что, хотя первая бомбардировка могла быть необходимой для того, чтобы добиться японской капитуляции, сбрасывание второй было ненужным актом варварства. Однако события доказывают обратное. Американские официальные лица полагали, что больше, чем одна бомба будет необходима, так как они предполагали, что сторонники продолжения войны в Японии будут стремиться минимизировать эффект от первого взрыва или будут пытаться объяснить это как природную катастрофу, что и случилось на самом деле. В течение трёх дней между бомбардировками японский военный министр, например, отказывался даже признать, что бомба, сброшенная на Хиросиму, была атомной. Через несколько часов после Нагасаки он сказал кабинету, что «похоже, у американцев есть сотня атомных бомб, и они могут сбрасывать по три в день. Следующей целью вполне может быть Токио».
Согласно воспоминаниям министра иностранных дел Того, за день до бомбардировки Нагасаки император уведомил Того о его желании «добиться быстрого прекращения военных действий» и «предупредил его, что, так как мы не можем более продолжать борьбу, поскольку оружие столь разрушительной силы было использовано против нас, мы не должны позволить этой возможности [закончить войну] ускользнуть, пытаясь выторговать более выгодные условия [капитуляции]».

### Расизм и дегуманизация
По мнению американского историка Джеймса Вейнгартнера существует связь между практикой расчленения тел японских погибших американскими военнослужащими и бомбардировками. Согласно Вейнгартнеру, и то и другое были частично результатом дегуманизации противника. «Широко распространённый образ японцев как недочеловеков создавал эмоциональный контекст, который обеспечивал ещё одно оправдание для решений, результатом которых была гибель сотен тысяч человек». На второй день после бомбардировки Нагасаки Трумэн высказал: «Единственный язык, который они понимают — это язык бомбёжек. Когда приходится иметь дело с животным, приходится обращаться с ним как с животным. Это очень печально, но тем не менее это так».

### Негативное влияние на военную и внешнюю политику США
Французский писатель и экономист Фредерик Сент-Клер отметил, что атомные бомбардировки Хиросимы и Нагасаки были запечатлены в американской военной стратегии как «успешный опыт», что привело США к ошибочному предположению, что «подавление врага силой» будет эффективно в будущих войнах — таких как Война во Вьетнаме и война в Ираке, — тем самым вызвав долгосрочные негативные последствия.
События 6, 9 и 10 августа 1945 года подтверждают тезис, что американские милитаристы держат их в памяти — и продолжают возвращаться к ним десятилетиями. Тем не менее, существует множество контрпримеров. Катастрофа в заливе Свиней в 1961 году. Оглушительный провал войны во Вьетнаме с 1955 по 1975 год. Бесконечная война в Афганистане, начатая после событий 11 сентября 2001 года. Провал войны в Ираке, начавшейся в 2003 году, несмотря на «победу» США и свержение диктатора — если учитывать хаос, царящий в регионе с тех пор. И это не полный список.
Американский историк современной Японии Джон Дауэр также указал, что позитивная интерпретация США своей оккупации Японии и атомных бомбардировок впоследствии имела негативные последствия. Он утверждал, что Япония, вероятно, сдалась бы даже без вторжения США — если бы США приняли сохранение императора, что в конечном итоге и произошло.
Дауэр также критиковал администрацию Буша за то, что она продвигала Японию как успешный пример демократизации в недемократическом контексте. Он отметил, что это не только игнорировало продолжающиеся и часто противоречивые дебаты в самой Японии о периоде оккупации, но и упускало из виду огромные различия между Японией и Ираком. Несмотря на эти различия, администрация пыталась использовать Японию как образец.
В качестве примера Дауэр отметил, что Япония уже прошла через этапы демократического развития, включая принятие Конституции Мэйдзи после Реставрации Мэйдзи и эпоху демократии Тайсё. Он также подчеркнул географическую изоляцию Японии как островного государства, её долгую историю общей идентичности и относительное отсутствие глубоких социальных расколов по религиозному или этническому признаку.
Эта тенденция продолжилась и в 2024 году, когда Линдси Грэм заявил, что, раз США сбросили две атомные бомбы на Японию в конце Второй мировой войны, то и Израиль должен использовать любые бомбы в секторе Газа.
Алекс Ло, обозреватель из Гонконга, написал, что американская правящая элита теряет рассудок, приводя один за другим военные преступления или геноциды, совершённые США, чтобы оправдать геноцид, совершаемый Израилем. Тим Уолберг и Рэнди Файн также выразили аналогичные взгляды и сделали подобные заявления.

### Комиссия по изучению последствий атомных взрывов
Комиссия по изучению последствий атомных взрывов (англ. Atomic Bomb Casualty Commission, сокращённо ABCC) была создана в 1946 году в соответствии с президентской директивой Гарри С. Трумэна. Единственной целью организации было проведение исследований выживших после взрыва атомной бомбы, так как, по их мнению, «они не могут быть вновь предложены до новой мировой войны». Таким образом, эта организация исследовала здоровье хибакуся, но не занималась их лечением. В результате хибакуся критиковали эту организацию как экспериментальную по отношению к человеческому телу.
ABCC также сосредоточился на районе Нисияма в Нагасаки. Район Нисияма в Нагасаки расположен в горах, и хотя он не пострадал от взрыва атомной бомбы, это была территория, где человеческий организм подвергался воздействию радиации. Поэтому после войны были проведены медицинские обследования, о которых население не было проинформировано. Первоначально район Нисияма был обследован армией США, но затем был передан ABCC.
Через несколько месяцев после атомной бомбардировки у жителей района Нисияма значительно увеличилось количество лейкоцитов в крови. У животных после облучения всего тела может развиться лейкемия, поэтому особенно интересно посмотреть, что произойдет у людей, ведь остеосаркома также была выявлена у людей после перорального приема радиоактивных материалов.
Учитывая эти условия, жители района Нисияма, которые не пострадали непосредственно от атомных бомбардировок, являются идеальным населением для наблюдения за последствиями остаточной радиации.
США продолжили исследования остаточной радиации после обретения Японией независимости, но их результаты так и не были переданы жителям района Нисияма. В результате после Второй мировой войны жители продолжали заниматься сельским хозяйством, и число больных лейкемией увеличилось, а смертность возросла.
После атомных бомбардировок японские врачи хотели узнать и изучить реальный ущерб и провести исследования, чтобы помочь вылечить хибакуся, но GHQ не разрешило японцам проводить исследования текущего состояния ущерба от А-бомбы. Особенно строгими были правила, действовавшие до 1946 года, что привело к увеличению числа смертей от радиации.
Когда корейский хибакуся Зайничи зачал детей-близнецов, но вскоре умер, при некоторых обстоятельствах ABCC даже пытался вернуть тела погибших младенцев.
Когда хибакуся отказывались проходить обычные медицинские осмотры, ABCC угрожал им трибуналом за военные преступления. Более того, когда хибакуся умирали, ABCC приходили прямо к ним домой и забирали их тела для вскрытия. Считается, что органы по меньшей мере 1500 тел были отправлены в Институт патологии вооружённых сил США в Вашингтоне.

### Критика и обсуждение ABCC
ABCC собирала информацию о медицинских последствиях атомной бомбы для Хибакуся, однако не предоставляла им никакой медицинской помощи, облегчения страданий или финансовой компенсации. Исследования могли занимать целый день и затрагивали и без того обедневшее население. Хотя ABCC не была организацией оккупационных властей, она функционировала как аппарат по сбору информации для Соединённых Штатов. В проекте принимали участие как японские, так и американские врачи, но в конечном итоге все собранные данные исследований, включая фотографии и образцы (в том числе части тел, иногда изъятые без согласия семей), были переданы Соединённым Штатам. Большая часть этих данных до сих пор находится в США. Информация, собранная врачами, не могла быть опубликована или передана во время оккупации Японии. Эти данные включали медицинские отчёты и результаты аутопсий Хибакуся.
Большинство отчётов о гуманитарных последствиях атомной бомбы было подавлено как в Соединённых Штатах, так и в Японии. Одновременно велась пропаганда, направленная на опровержение медицинских результатов, особенно воздействия радиации, в американской прессе.
Несмотря на то, что японские врачи лечили пациентов и собирали информацию, отчёты позже были переданы Соединённым Штатам и не допущены к публикации. До сих пор доступ к ним в Национальном архиве в Мэриленде затруднен.
Многие хибакуся рассказывали об унижении, которому они подвергались, когда их заставляли часами позировать обнаженными для фотографирования, съемок и обследования сотрудниками ABCC, как подопытных кроликов. Это включало демонстрацию их крайне неприятного облысения, сдачу образцов крови и тканей без какой-либо поддержки или помощи.
Многочисленные часы, которые они тратили на эти обследования, становились для хибакуся дополнительной нагрузкой и усложняли их доступ к рабочим местам. Финансовая компенсация или даже минимальное угощение не предоставлялись, несмотря на то, что большинство хибакуся жили в крайней бедности. ABCC также проводила множество аутопсий — до 500 в год, извлекая ткани и части тел, часто без согласия семей, для отправки в Соединённые Штаты.
Эти аутопсии часто проводились сразу после смерти, что было крайне тяжело для семей. Выжившие подвергались домогательствам без какой-либо компенсации. Умершие, включая детей, подвергались вскрытиям.
Большинство женщин, переживших бомбардировку и находившихся в состоянии беременности, перенесли выкидыши. Дети, которые родились живыми, страдали от микроцефалии, сердечно-сосудистых заболеваний, тяжёлых умственных и задержек развития, вызванных высоким уровнем радиационного облучения в утробе матери. Женщинам говорили, что это было связано со стрессом и недоеданием, заставляя их винить себя в своём положении. Из-за цензуры медицинских данных о воздействии радиации выжившие узнали истинные причины этих аномалий только спустя время.
Без доступных данных невозможно было сделать выводы, что препятствовало любой публикации о хибакуся. Из-за цензуры отчётов японцы не могли получить информацию о последствиях радиации, что привело к гибели тех, кто продолжал подвергаться воздействию радиоактивного излучения. Для умерших хибакуся изъятие их органов без согласия представляло собой нарушение воли их семей. Для выживших исчезновение их медицинских документов, которые они нуждались для подтверждения своего статуса хибакуся и получения надлежащей медицинской помощи, стало ещё одной проблемой.
Когда медицинские отчёты наконец стали доступны, для многих хибакуся это было уже слишком поздно. Когда хибакуся наконец получили право на медицинскую помощь от японского государства, им требовалось предоставить документы, подтверждающие их статус. Однако, так как более 23 000 записей, включая клинические отчёты, человеческие останки и другие документы, хранились в США под военной секретностью до мая 1973 года, многим хибакуся было сложно доказать свой статус.